# Émile Senart

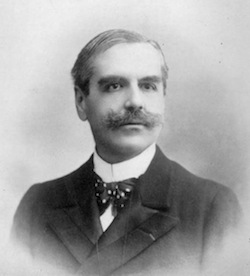
Emile Sénart

Émile Charles Marie Senart (* 26. März 1847 in Reims; † 21. Februar 1928 in Paris) war ein französischer Indologe, Sanskritist, Kastenforscher und Religionswissenschaftler.

## Leben und Wirken
Neben zahlreichen epigraphischen Arbeiten hat er zahlreiche buddhistische und hinduistische Werke ins Französische übersetzt, darunter zahlreiche Upanishaden. Eines seiner bekanntesten Werke über das indische Kastensystem wurde von E. Denison Ross ins Englische übersetzt.
1882 wurde er Mitglied der Académie des inscriptions et belles-lettres, Präsident der Société asiatique. Von 1900 bis 1915 war er auch korrespondierendes Mitglied der Berliner Akademie der Wissenschaften und von 1906 bis 1914 auswärtiges Mitglied der Göttinger Akademie der Wissenschaften. Er legte jedoch 1915 seine Mitgliedschaft aus Protest gegen den Aufruf An die Kulturwelt (1914) nieder. Seit 1905 war er korrespondierendes Mitglied der Bayerischen Akademie der Wissenschaften und seit 1910 der British Academy. Seit 1898 war er korrespondierendes und seit 1925 Ehrenmitglied der Russischen Akademie der Wissenschaften. Die Königlich Niederländische Akademie der Wissenschaften nahm ihn 1908 als auswärtiges und die Académie royale des Sciences, des Lettres et des Beaux-Arts de Belgique 1920 als assoziiertes Mitglied auf. Von 1908 bis 1928 und 1920 Begründer der Association française des amis de l’Orient, der Gesellschaft der französischen Orientfreunde im Museum Guimet.
Er war Ehrendoktor der University of Oxford und Mitglied der Ehrenlegion (Offizier).

## Werke (Auswahl)
- Les Inscriptions de Piyadasi. - Paris
- Les Inscriptions de Piyadasi / 1 / Les quatorze édits 1881
- Les Inscriptions de Piyadasi / 2 / L.édits détachés. L'auteur et la langue der édits 1886

- Le Mahāvastu : Texte Sanscrit. Publié pour la première fois et accompagné d'introductions et d'un commentaire par E. Senart. - Paris : Imprimerie Nationale, 1882–1897
  - Band 1 1882
  - Band 2 1890
  - Band 3 1897

- Les castes dans l'Inde, les faits et le système - Paris, 1896 (Caste in India. Translated by E. Denison Ross. London 1930)
- Text of Inscriptions discovered at the Niya Site 1901 / Transcr. and edited by A. M. Boyer, E. J. Rapson and E. Senart. Oxford : Clarendon Press, 1920 (Kharosthi Inscriptions discovered by Sir Aurel Stein in Chinese Turkestan ; 1)
- Text of Inscriptions discovered at the Niya, Endere, and Lou-lan Sites 1906-7 /  Auguste M. Boyer; Edward James Rapson; Émile Charles Marie Senart. - Oxford, 1927